# David DeJesus
David Christopher DeJesus (* 20. Dezember 1979 in Brooklyn, New York City) ist ein ehemaliger US-amerikanischer Baseballspieler in der Major League Baseball (MLB) auf der Position des Left Fielders.

## Karriere
David DeJesus wurde als High-School-Spieler in der 43. Runde des MLB Draft 1997 von den New York Mets ausgewählt. Er lehnte deren Vertragsangebot jedoch ab, um stattdessen drei Jahre lang für die Mannschaft der Rutgers University aufzulaufen. Im MLB Draft 2000 wurde er schließlich in der vierten Runde von den Kansas City Royals verpflichtet, für die er am 2. September 2003 sein Debüt in der Major League Baseball gab. In der Abstimmung zum Rookie of the Year 2004 wurde der Left Fielder auf den sechsten Rang gewählt.
Am 9. März 2004 verlängerte DeJesus seinen Vertrag bei den Kansas City Royals um weitere fünf Jahre bis zur Saison 2010 (mit einer Option für ein weiteres Jahr durch den Club) im Wert von 13,8 Millionen US-Dollar. Am 10. November 2010 transferierten die Royals DeJesus im Tausch gegen Vin Mazzaro und Justin Marks zu den Oakland Athletics.